# 麥肯齊冰川
64°17′S 62°16′W / 64.283°S 62.267°W
麥肯齊冰川（英語：Mackenzie Glacier）是南極洲的冰川，位於帕默群島的布拉班特島東部，發源自帕里山，最終注入馬爾皮吉冰川，由比利時探險隊繪入地圖，以英國醫生命名。